# Bandeira da Inguchétia
A Bandeira da Iguchétia é um dos símbolos oficiais da República da Inguchétia, uma subdivisão da Federação Russa. Foi aprovada pelo Parlamento da República em 15 de Julho de 1994. Seu autor foi o professor I. A. Dahkilgov.

## Descrição
Seu desenho consiste em um retângulo com proporção largura-comprimento de 2:3 dividido em três listras horizontais: uma superior verde, uma intermediária branca e uma inferior verde. Na faixa central está um símbolo solar vermelho.

## Simbologia
As cores representam:
- Branco - A pureza de pensamento e acção que caracterizam o povo da Inguchétia.
- Verde - A abundância da natureza e a fertilidade da terra, assim como o Islã, já que a maioria dos Iguches são muçulmanos.
- Vermelho - A encarnação de sua luta contra a injustiça, para a sua sobrevivência e ao direito de viver em sua terra ancestral em paz e em harmonia com as nações vizinhas.

O símbolo solar marca significa perpétuo movimento do Sol e do universo, o relacionamento, infinito, eternidade de tudo. as linhas arqueadas marcam o movimento no sentido horário de rotação da Terra em torno do Sol, e ao redor do próprio eixo. Além de ser um símbolo de prosperidade, de criatividade, do infinito e do desenvolvimento e prosperidade das pessoas.
1. ↑  Mikhailovich, Albogachiev. «The date of the foundation of the first permanent Ingush settlement in the area of modern Nazran»